# Jhojhi Kataiya
Jhojhi Kataiya (nep. झोझी कटैया) – gaun wikas samiti w środkowej części Nepalu w strefie Dźanakpur w dystrykcie Dhanusa. Według nepalskiego spisu powszechnego z 2011 roku liczył on 741 gospodarstw domowych i 4352 mieszkańców (2143 kobiety i 2209 mężczyzn).